# José Bonifácio (ort)
José Bonifácio är en ort i Brasilien.   Den ligger i kommunen José Bonifácio och delstaten São Paulo, i den södra delen av landet, 600 km söder om huvudstaden Brasília. José Bonifácio ligger 437 meter över havet och antalet invånare är 27 828.
Terrängen runt José Bonifácio är platt, och sluttar söderut. José Bonifácio är det största samhället i trakten.
Omgivningarna runt José Bonifácio är en mosaik av jordbruksmark och naturlig växtlighet. Runt José Bonifácio är det ganska glesbefolkat, med 31 invånare per kvadratkilometer.